# Myšice
Myšice (Apodemus) je rod myšovitých hlodavců z Evropy a Asie. Dorůstají velikosti 7–14 cm, váží 12–50 g.
Z hlediska systematiky patří do čeledi myšovitých (Muridae) a její podčeledi pravých myší (Murinae). Jsou blízce příbuzné myším rodu Tokudaia žijícím v Japonsku. Evropským myším z rodu Mus, mezi něž patří i myš domácí, jsou již více vzdálené.

## Rozšíření v Česku
V České republice žijí 4 druhy myšic:
- Myšice křovinná – Apodemus sylvaticus
- Myšice lesní – Apodemus flavicollis (starší název myšice žlutohrdlá)
- Myšice malooká – Apodemus uralensis (synonymum A. microps)
- Myšice temnopásá – Apodemus agrarius